# Paul De Mesmaeker
Paul De Mesmaeker, né le 8 septembre 1963, est un joueur de football international belge qui évoluait comme milieu de terrain offensif gauche. Joueur petit et technique, il fait partie de la génération dorée du FC Malines de la fin des années 1980, qui remporte le championnat de Belgique 1989, la Coupe de Belgique 1987, la Coupe des d'Europe des vainqueurs de coupe 1988 et la Supercoupe de l'UEFA 1988. Il compte une sélection en équipe nationale obtenue en 1987.

## Carrière
Paul De Mesmaeker fait ses débuts professionnels le 21 août 1982 sous les couleurs du RWD Molenbeek, à l'occasion du derby bruxellois contre le Sporting Anderlecht, au cours duquel il remplace Franky Van der Elst. Il s'impose rapidement comme un joueur important dans l'équipe de l'entraîneur Jean Dockx et dispute 112 rencontres durant les cinq saisons qu'il passe dans la capitale. En 1984, le club est relégué en Division 2 mais il décide de rester fidèle à ses couleurs et remporte le titre l'année suivante, synonyme de retour immédiat parmi l'élite. Finalement, il quitte le club en 1986 et rejoint le FC Malines.
Au terme de sa première saison « derrière les casernes, le club termine vice-champion et remporte la Coupe de Belgique 1987 contre le RFC Liège, Paul De Mesmaeker étant remplacé à deux minutes de la fin de la finale. La saison suivante, il remporte la Coupe d'Europe des vainqueurs de coupe, premier trophée européen du club, montant sur la pelouse à l'heure de jeu en remplacement de Pascal De Wilde. Quelques mois plus tard, il participe à la victoire en Supercoupe de l'UEFA 1988, dernier trophée international remporté par une équipe belge. En championnat, après avoir terminé deux fois vice-champion, il prend part à la conquête du titre de champion de Belgique 1989, le premier depuis 41 ans pour le club, et le dernier à ce jour. Par la suite, il est victime de blessures à répétition qui l'éloignent des terrains pour des périodes plus ou moins longues et il ne parvient pas à retrouver son niveau.
Il reste encore au club jusqu'en 1994 puis, son contrat arrivant à terme, il part pour le Royal Cappellen Football Club en Division 3. En fin de saison, le club est champion dans sa série mais Paul De Mesmaeker choisit de descendre encore d'un cran et rejoint le KFC Liedekerke en Promotion. Un an plus tard, il déménage au SK Lombeek, qui fusionne avec son précédent club en 1999 pour former le SK Lombeek-Liedekerke. Il joue encore une saison puis décide de ranger définitivement ses crampons en juin 2000.

## Palmarès
- international belge (1 sélection, 1 cape)
- Vainqueur de la Coupe des d'Europe des vainqueurs de coupe en 1988 avec le FC Malines.
- Vainqueur de la Supercoupe de l'UEFA en 1988 avec le FC Malines.
- Champion de Belgique en 1989 avec le FC Malines.
- Vainqueur de la Coupe de Belgique en 1987 avec le FC Malines.
- Champion de Belgique de Division 2 en 1985 avec le Racing White Daring de Molenbeek.
- Champion de Belgique de Division 3 en 1995 avec le Royal Cappellen Football Club.

## Statistiques
| Saison                | Club                  | Championnat           | Championnat | Championnat | Coupe(s) nationale(s) | Coupe(s) nationale(s) | Supercoupe | Supercoupe | Compétition(s) continentale(s) | Compétition(s) continentale(s) | Compétition(s) continentale(s) | Sélection        | Sélection | Sélection | Total | Total |
| Saison                | Club                  | Division              | M.          | B.          | M.                    | B.                    | M.         | B.         | Comp.                          | M.                             | B.                             | Équipe           | M.        | B.        | M.    | B.    |
| 1981-1982             | RWD Molenbeek         | Division 1            | 3           | 0           | -                     | -                     | 0          | 0          | -                              | 0                              | 0                              | Belgique -19 ans | 1         | 0         | 4     | 0     |
| 1982-1983             | RWD Molenbeek         | Division 1            | 27          | 3           | -                     | -                     | 0          | 0          | -                              | 0                              | 0                              | -                | 0         | 0         | 27    | 3     |
| 1983-1984             | RWD Molenbeek         | Division 1            | 27          | 2           | -                     | -                     | 0          | 0          | -                              | 0                              | 0                              | -                | 0         | 0         | 27    | 2     |
| 1984-1985             | RWD Molenbeek         | Division 2            | 30          | 10          | -                     | -                     | 0          | 0          | -                              | 0                              | 0                              | -                | 0         | 0         | 30    | 10    |
| 1985-1986             | RWD Molenbeek         | Division 1            | 25          | 3           | -                     | -                     | 0          | 0          | -                              | 0                              | 0                              | -                | 0         | 0         | 25    | 3     |
| Sous-total            | Sous-total            | Sous-total            | 112         | 18          | -                     | -                     | 0          | 0          | -                              | 0                              | 0                              | -                | 1         | 0         | 113   | 18    |
| 1986-1987             | FC Malines            | Division 1            | 29          | 4           | -                     | -                     | 0          | 0          | -                              | 0                              | 0                              | -                | 0         | 0         | 29    | 4     |
| 1987-1988             | FC Malines            | Division 1            | -           | 1           | -                     | -                     | -          | -          | C2                             | -                              | -                              | Belgique         | 1         | 0         | 1     | 1     |
| 1988-1989             | FC Malines            | Division 1            | -           | -           | -                     | -                     | 0          | 0          | C2                             | -                              | -                              | -                | 0         | 0         | 0     | 0     |
| 1989-1990             | FC Malines            | Division 1            | 15          | 0           | -                     | -                     | 0          | 0          | C1+SC                          | -                              | -                              | -                | 0         | 0         | 15    | 0     |
| 1990-1991             | FC Malines            | Division 1            | 3           | 0           | -                     | -                     | 0          | 0          | C3                             | -                              | -                              | -                | 0         | 0         | 3     | 0     |
| 1991-1992             | FC Malines            | Division 1            | 1           | 0           | -                     | -                     | 0          | 0          | C3                             | -                              | -                              | -                | 0         | 0         | 1     | 0     |
| 1992-1993             | FC Malines            | Division 1            | 14          | 0           | -                     | -                     | 0          | 0          | C3                             | -                              | -                              | -                | 0         | 0         | 14    | 0     |
| 1993-1994             | FC Malines            | Division 1            | 3           | 0           | -                     | -                     | 0          | 0          | C3                             | -                              | -                              | -                | 0         | 0         | 3     | 0     |
| Sous-total            | Sous-total            | Sous-total            | 65          | 5           | -                     | -                     | -          | -          | -                              | -                              | -                              | -                | 1         | 0         | 66    | 5     |
| 1994-1995             | Cappellen FC          | Division 3            | 12          | 1           | -                     | -                     | 0          | 0          | -                              | 0                              | 0                              | -                | 0         | 0         | 12    | 1     |
| Sous-total            | Sous-total            | Sous-total            | 12          | 1           | -                     | -                     | 0          | 0          | -                              | 0                              | 0                              | -                | 0         | 0         | 12    | 1     |
| 1995-1996             | KFC Liedekerke        | Promotion             | 26          | 7           | -                     | -                     | 0          | 0          | -                              | 0                              | 0                              | -                | 0         | 0         | 26    | 7     |
| Sous-total            | Sous-total            | Sous-total            | 26          | 7           | -                     | -                     | 0          | 0          | -                              | 0                              | 0                              | -                | 0         | 0         | 26    | 7     |
| 1996-1997             | SK Lombeek            | Promotion             | 30          | 6           | -                     | -                     | 0          | 0          | -                              | 0                              | 0                              | -                | 0         | 0         | 30    | 6     |
| 1997-1998             | SK Lombeek            | Promotion             | 23          | 6           | -                     | -                     | 0          | 0          | -                              | 0                              | 0                              | -                | 0         | 0         | 23    | 6     |
| 1998-1999             | SK Lombeek            | Promotion             | 29          | 4           | -                     | -                     | 0          | 0          | -                              | 0                              | 0                              | -                | 0         | 0         | 29    | 4     |
| 1999-2000             | SK Lombeek-Liedekerke | Promotion             | 11          | 0           | -                     | -                     | 0          | 0          | -                              | 0                              | 0                              | -                | 0         | 0         | 11    | 0     |
| Sous-total            | Sous-total            | Sous-total            | 93          | 16          | -                     | -                     | 0          | 0          | -                              | 0                              | 0                              | -                | 0         | 0         | 93    | 16    |
| Total sur la carrière | Total sur la carrière | Total sur la carrière | 310         | 47          | -                     | -                     | -          | -          | -                              | -                              | -                              | -                | 2         | 0         | 312   | 47    |

## Sélections internationales
Paul De Mesmaeker n'a porté qu'une seule fois le maillot des « Diables Rouges », le 11 novembre 1987, contre le Luxembourg à l'occasion d'un match comptant pour les éliminatoires de l'Euro 1988. Il avait également été international des moins de 19 ans à une reprise, le 14 octobre 1981 lors d'un match contre l'Autriche.
| Date       | Compétition                        | Adversaire | Lieu      | Score | Remarque |
| ---------- | ---------------------------------- | ---------- | --------- | ----- | -------- |
| 11/11/1987 | Éliminatoires Euro 1988 (Groupe 7) | Luxembourg | Bruxelles | 3-0   |          |